# Алкета I
Алкета I је био краљ античке Македоније од 576. п. н. е. до 547. п. н. е.. Био је члан Аргијадске династије и син Аеропа I. Допуштајући тридесет година за распон просjечне генерације од почетка Архелајеве владавине 413. п. н. е., британски историчар Николас Хамонд процијенио је да је Алкета владао око 533. п. н. е.
Према Херодоту и Тукидиду, Алкета је био пети македонски краљ. Међутим, много каснија традиција биљежи Карана као оснивача Македоније и стога Алкету као осмог краља. Ову неисторијску тврдњу модерне науке скоро универзално одбацују као пропаганду измишљену на двору Аргеадa током владавине Филипа II.
Алкета је био миран и стабилан владар, који је настојао да сачува своје краљевство мирним путем. За разлику од својих претходника, он се очигледно није упуштао у непотребно ратовање да би проширио границе свог краљевства. Његова жена је непозната, али је био отац Аминте I.
| Aeроп I | Краљеви Македоније 576-547. п. н. е. | Аминта I |